# Llengua amahuaca
L' amahuaca, conegut també com a Yora, és una llengua de la família pano, caracteritzada per la seva ergativitat com a tret tipològic principal i l'ocurrència del verb al final de l'oració, com a tret morfosintàctic notable. El seu inventari fonològic es correspon íntegrament amb el de tota la família pano; empra 26 grafies i no hi ha tret específic que diferencia la llengua de les seves filiantes.
Amb 247 persones censades en 1993; en l'actualitat han de ser prop de 300 persones; més els recents nuclis de Santa Rosa de Serjalí (Cuzco), i els itinerants per les capçaleres del riu Inuya i el corredor Fizcarraldo, és possible que es pugui parlar d'una població de 400 persones. El Centre Pio Aza informa que a Brasil existeixen prop de 300 amawaka, i no hi ha informació de la seva presència a Bolívia. A Perú es postula l'existència de no més de 500 persones en cinc comunitats establertes, un petit grup de migrants als pobles criolls de la selva del Baix Urubamba i el Ucayali i, l'Alt Mare de Déu, més un grup indeterminat, encara que petit, d'itinerants. Les comunitats són dues en el departament de Mare de Déu, tres en el de Ucayali i una en el del Cuzco.
És una llengua d'alt risc d'extinció; doncs el seu potencial demogràfic és baix i la seva vulnerabilitat sociocultural molt alta. Les recents explotacions d'hidrocarburs en la selva sud peruana posen en major risc la desaparició d'aquesta llengua altament complexa.